# Кайира, Легсон
Легсон Дидиму Кайи́ра (англ. Legson Didimu Kayira; ок. 1942 — 14 октября 2012) — малавийский писатель. Этнический тумбука, получил образование в колледже Скагит-Вэлли, Вашингтонском университете и колледже Святой Катарины в Кембридже. Его ранние работы на автобиографическом материале были посвящены сельской жизни Малави, а его более поздние произведения высмеивали режим Хастингса Банды.

## Биография
Кайира родилась в Мпале, деревне на севере Ньясаленда (ныне Малави); точная дата не была записана, и сам он избрал для празднования 10 мая 1942 года (в некоторых источниках год рождения помещался между 1936 и 1940). Вскоре после его рождения мать бросила его в реку Дидиму, так как не могла позволить себе его прокормить. Младенца спасли и дали ему имя «Дидиму», к которому он сам добавит английское «Легсон» во время учёбы в начальной школе.
Способный юноша был удостоен места в средней школе Ливингстонии, школьным девизом которой было «Я буду стараться!» (фраза, которую он использовал в качестве названия своей самой известной книги). Окончив эту школу в 1958 году, он пешком отправился получать высшее образование в США. Достигнув Кампалы в Уганде, он нашёл в справочнике информационной службы США название колледжа Скагит-Вэлли, штат Вашингтон, куда и подал заявку. Затем Кайира отправился в путешествие длиной более 3000 километров и дошёл до столицы Судана Хартума, где получил визу, а люди из Скагит-Вэлли собрали ему деньги на поездку в Вашингтон. В итоге он прибыл на место учёбы через два года после начала своего путешествия. После окончания Скагит-Вэлли он продолжил изучать политологию в Вашингтонском университете в Сиэтле, а затем историю в Кембриджском университете в Великобритании. Впоследствии он работал сотрудником службы пробации и выступил автором нескольких романов.
Путешествие по Африке легло в основу книги «Я буду стараться!» (I Will Try, 1965). Эта автобиография находилась в списке бестселлеров New York Times в течение 16 недель после публикации. Также автобиографические впечатления были использованы и в следующем романе «Зыбкие тени» («Надвигающаяся тень», The Looming Shadow, 1967), посвящённом жизни африканской деревни. Роман «Джингала» (1969) рассказывает о столкновении поколений «отцов и детей». В романе «Государственный служащий» (The Civil Servant, 1971) Кайира обращается к теме поисков места в жизни молодой интеллигенцией Африки.
В итоге Кайира поселился в Англии и умер в Лондоне 14 октября 2012 года.
В октябре 2014 года американская благотворительная организация «Молодёжь Малави» назвала построенную ей начальную школу в сельской малавийской деревне Чимфамба в честь Легсона Кайиры. Начальная школа и общественный центр Легсон Кайиры работают на солнечной энергии, собирают дождевую воду и могут похвастаться кинопроектором под открытым небом. 13 октября 2016 года прах Легсона был захоронен в деревне Чимфамба во время поминальной церемонии, на которой присутствовали его дети.

## Избранные произведения
- I Will Try (autobiography), Doubleday, 1965.
- The Looming Shadow, Doubleday, 1967.
- Jingala, Doubleday, 1969.
- Things Black and Beautiful, Doubleday, 1970.
- The Civil Servant, Longman, 1971.
- «Homecoming», в антологии Young and Black in Africa, Random House, 1971.
- The Detainee, Heinemann, 1974.